# Clark L. Hull
Clark Leonhard Hull (* 24. Mai 1884 in Akron, New York; † 10. Mai 1952 in New Haven, Connecticut) war ein US-amerikanischer Psychologe. Er ist bekannt für seine experimentellen Studien über das Lernen und seine Versuche, psychologische Theorie mathematisch auszudrücken. Er war einer der Hauptvertreter des amerikanischen Neobehaviorismus und lieferte Beiträge zur Lern- und Motivationstheorie.

## Leben
Hull entstammt eher ärmeren Verhältnissen. Er erkrankte zudem an Kinderlähmung. Seine schulische Laufbahn geriet aus Geldmangel einige Male ins Stocken.
Ursprünglich wollte er Bergbau-Ingenieur werden und beschäftigte sich unter anderem mit dem Bau von automatischen Maschinen und Robotern. Diese Bildung der Mechanik nutzte er später für seine Forschung zur Motivation.
Während seines Studiums an der Michigan University begann Hull sich für Psychologie zu interessieren. In diesem Fach legte er 1918 seine Dissertation an der University of Wisconsin ab. Kurz darauf begann er, an der University of Wisconsin zu arbeiten.
1929 wechselte er an das Institute of Human Relations der Yale University.

## Werk
Er steuerte wesentliche Beiträge zur behavioristischen Lerntheorie bei und wird daher heute dem so genannten Neobehaviorismus zugeordnet. Die Bezeichnung Zielgradient (Goal-Gradient-Effekt) wurde 1932 erstmals von Hull verwendet. Dieses Konzept wurde später von Neal E. Miller  weiterentwickelt.
Hull beobachtete in Experimenten, dass Ratten zunehmend schneller liefen, je näher sie ihrem Ziel (Futter) am Ende eines Labyrinths kamen. Dieser Effekt wurde von David McClelland auch als antizipatorische Zielreaktion benannt.

## Konzept und Rezeption
Hulls Konzept eines einheitlichen Triebes, der alle menschlichen Handlungen energetisiere, übte großen Einfluss auf die psychologische Forschung zur Motivation aus. Darüber hinaus begründete Hull die experimentelle Hypnoseforschung.
Die spätere Psychologengeneration beurteilte, dass die speziellen quantitativen und mathematischen Einzelheiten der Theorien Hulls trotz ihrer häufigen Präsenz am wenigsten relevant seien. Kritikpunkte seien u. a. die Verwendung einer Überzahl von Detailparametern trotz Mängel bei der Erfassung durch eine geeignete Messtheorie. Die Einzelheiten seiner mathematischen Ableitungen seien auch nicht immer exakt. Dennoch bereiteten seine Ambitionen und Argumente der Entwicklung der mathematischen Lerntheorie den Weg.
Die Ideen und Begriffe Hulls hatten aus Sicht des Erkenntnisgewinns dennoch große Bedeutung in der Verhaltenspsychologie.
Während seiner Zeit in Yale galt Hull als sehr bedeutende Person mit großem Einfluss auf seinen und benachbarte Fachbereiche. Die durch seine Ideen beeinflussten Psychologen werden auch als Neo-Hullianer bezeichnet. Die Literatur nennt hierzu beispielsweise Neal E. Miller, Orval Hobart Mowrer.
1935 wurde Hull in die American Academy of Arts and Sciences gewählt, 1936 in die National Academy of Sciences.